# Xenocalliphora neohortona
Xenocalliphora neohortona är en tvåvingeart som först beskrevs av Miller 1939.  Xenocalliphora neohortona ingår i släktet Xenocalliphora och familjen spyflugor. Inga underarter finns listade i Catalogue of Life.